# Feria del Sol (Mérida)
Feria del Sol (Sončev festival), znan tudi kot Carnaval Taurino de America (Ameriški festival bikoborbe) je kulturni festival, ki poteka vsako leto februarja v Venezuelskem mestu Mérida.
V sklopu festivala so organizirane bikoborbe, razstave, kmetijski sejem, koncerti, parade, športna tekmovanja in lepotni izbor za naziv La Reina Del Sol (Sončeva kraljica).